# Riedenberg
Riedenberg település Németországban, azon belül Bajorországban. Lakosainak száma 953 fő (2023. december 31.). Riedenberg Geroda és Burkardroth községekkel határos.

## Népesség
A település népessége az elmúlt években az alábbi módon változott:
| Lakosok száma | 1015 | 1210 | 988  | 970  | 952  | 991  | 990  | 987  | 967  | 953  |
|               | 1970 | 1975 | 2011 | 2012 | 2014 | 2015 | 2017 | 2019 | 2022 | 2023 |